# Panaga
Panaga – miasto w Brunei, w dystrykcie Belait.